# Travailleur étranger
 (janvier 2021).
Le contenu est difficilement compréhensible vu les erreurs de traduction, qui sont peut-être dues à l'utilisation d'un logiciel de traduction automatique.

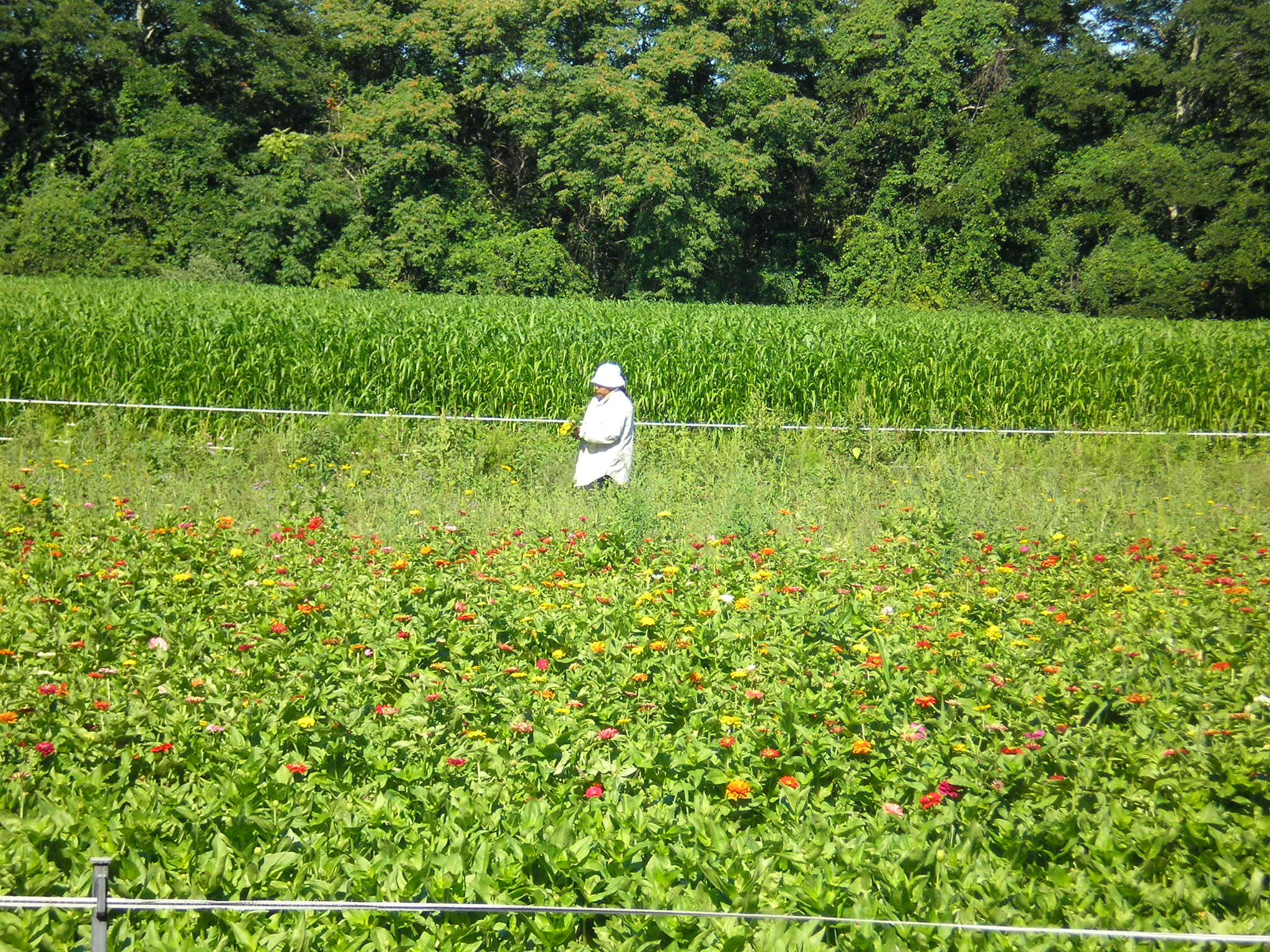
Ouvrier agricole étranger à New York

Les travailleurs étrangers ou les travailleurs invités (anglais : guest workers) sont des personnes qui travaillent dans un pays autre que celui dont ils sont citoyens. 
Certains travailleurs étrangers arrivent dans le cadre d'un programme de travailleurs invités (Guest worker program (en)), dans un pays où les perspectives d'emploi sont plus avantageuses que dans leur pays d'origine. 
Les travailleurs invités sont souvent envoyés ou invités à travailler en dehors de leur pays d'origine, ou ont acquis un emploi avant de quitter leur pays d'origine, tandis que les travailleurs migrants quittent souvent leur pays d'origine sans avoir un emploi spécifique en perspective.
Des dizaines de millions de personnes dans le monde travaillent en tant que travailleurs étrangers. En 2018, selon les rapports du Bureau of Labor Statistics, 28 millions de travailleurs nés à l'étranger travaillaient aux États-Unis,  la plupart des migrants provenant du Mexique, dont 4 ou 5 millions de travailleurs sans papiers. 
On estime[Par qui ?] qu'environ 5 millions de travailleurs étrangers vivent dans le nord-ouest de l'Europe, un demi-million au Japon et environ 5 millions en Arabie saoudite. Entre janvier et juin 2019, 2,4 millions d'étrangers sont arrivés pour travailler en Russie. Un nombre comparable de personnes à charge va souvent accompagner les travailleurs internationaux.
Certains travailleurs étrangers migrent d'anciennes colonies vers une ancienne métropole coloniale (France). La migration en chaîne (en)  peut fonctionner dans la construction de communautés de travailleurs invités.

## Travailleurs étrangers par pays ou région au sens large

### Canada
Les ressortissants étrangers sont acceptés au Canada à titre temporaire s'ils ont un visa d'étudiant, s'ils demandent l'asile ou en vertu d'un permis spécial. La catégorie la plus importante est cependant appelée le Programme des travailleurs étrangers temporaires, PTET (en)), dans le cadre duquel les travailleurs sont amenés au Canada par leur employeur pour des emplois spécifiques. En 2006, il y avait un total de 265 000 travailleurs étrangers au Canada. Parmi les personnes en âge de travailler, il y a eu une augmentation de 118 % par rapport à 1996. En 2008, l'admission d'immigrants non permanents (399 523, dont la majorité sont des TET), avait dépassé l'admission d'immigrants permanents (247 243). Afin d'embaucher des travailleurs étrangers, les employeurs canadiens doivent acquérir une étude d'impact sur le marché du travail (EIMT, aussi Labour Market Impact Assessment) administrée par Emploi et Développement social Canada.

### États-Unis
Les travailleurs de la carte verte sont des personnes qui ont demandé et obtenu la résidence permanente légale aux États-Unis auprès du gouvernement et qui ont l'intention de travailler aux États-Unis de manière permanente. Le programme de loterie des visas d'immigration (Diversity Immigrant Visa, DV) des États-Unis accorde jusqu'à 50 000 visas d'immigrant chaque année. Cela permet aux ressortissants étrangers issus de pays ayant un faible taux d'immigration aux États-Unis de participer à un tirage au sort pour l'attribution d'un visa d'immigration.
Il existe les types de visas de travail suivants aux États-Unis : C-1D (visa de marin), H-1B (pour les professionnels qualifiés), H-2B (pour les travailleurs temporaires et saisonniers), O (pour les personnes aux capacités exceptionnelles dans divers domaines). En outre, il existe un certain nombre d'autres types de visas de travail moins populaires, tels que I (pour les journalistes), J (visas pour les programmes d'échange), R (pour les personnes religieuses), etc.

### Allemagne
Dans l'Allemagne nazie, de 1940 à 1942, l'Organisation Todt a commencé à compter sur les travailleurs invités, les internés militaires, les Zivilarbeiter (travailleurs civils), Ostarbeiter (travailleurs de l'Est) et les prisonniers de guerre Hilfswillige ("volontaires").  
La grande phase de migration des travailleurs migrants au XXe siècle commença en Allemagne dans les années 1950, alors que l'Allemagne souveraine depuis 1955, après les pressions répétées des partenaires de l'OTAN, a cédé à la demande de clôture de l'accord dit « Anwerbe » (en allemand : Anwerbeabkommen). Le plan initial était un principe de rotation: un séjour temporaire (généralement de deux à trois ans), suivi d'un retour dans le pays d'origine. Le principe de rotation s'avéra inefficace pour l'industrie, car les travailleurs expérimentés étaient constamment remplacés par des travailleurs inexpérimentés. Les entreprises demandèrent une législation pour prolonger les permis de séjour. Beaucoup de travailleurs étrangers furent suivis par leurs familles dans la période suivante et demeurèrent en Allemagne. Jusque dans les années 1970, plus de quatre millions de travailleurs migrants et leurs familles vinrent ainsi en Allemagne, principalement des pays méditerranéens: Italie, Espagne, ex-Yougoslavie, Grèce et Turquie.
Depuis 1990 environ, avec la chute des régimes communistes en Europe et l'élargissement de l'Union européenne, les travailleurs invités d'Europe de l'Est ont eu accès à l'Europe de l'Ouest. Certains pays hôtes mirent en place un programme de travailleurs invités, comme l'Allemagne de l'Ouest de 1955 à 1973, lorsque plus d'un million de travailleurs invités (en allemand : Gastarbeiter) arrivèrent, principalement d'Italie, Espagne et Turquie .

### Suisse
La transformation de la Suisse en pays d'immigration n'a eu lieu qu'après l'industrialisation accélérée de la seconde moitié du XIXe siècle. La Suisse n'était plus une région alpine purement rurale, mais devint à cette époque avant-gardiste européenne dans diverses industries, d'abord le textile, puis des industries mécaniques et chimiques. Depuis le milieu du XIXe siècle, des universitaires allemands, des indépendants et des artisans, mais aussi des Italiens, qui trouvèrent un emploi dans la science, l'industrie, la construction et la construction d'infrastructures, émigrèrent en Suisse.

### Asie
En Asie, certains pays d'Asie du Sud et du Sud-Est proposent des travailleurs[Quoi ?]. Leurs destinations incluent le Japon, la Corée du Sud, Hong Kong, Taiwan, Singapour, Brunei et la Malaisie.
Au japon existe un programme appelé,特定技能外国人 (Tokutei ginō gaikoku hito) traduisible par«  Compétence spécifique étrangère » pour des travailleurs étrangers qui ont un certain niveau d'expertise et de compétences et sont prêts à travailler dans 14 domaines, y compris le domaine de la construction. Les travailleurs migrants sont appelés «  Dekasegi ».
|              | Pays d'origine | Pays d'origine | Pays d'origine | Pays d'origine | Pays d'origine | Pays d'origine | Pays d'origine | Pays d'origine | Pays d'origine |
| Destination  | Népal          | Bangladesh     | Indonésie      | Sri Lanka      | Thaïlande      | Inde           | Pakistan       | Philippines    | Viêt Nam       |
| ------------ | -------------- | -------------- | -------------- | -------------- | -------------- | -------------- | -------------- | -------------- | -------------- |
| Brunei       |                | 2              | 11             |                | 3              | 1              | 66             | 8              |                |
| Taïwan       |                |                | 76             |                | 48             |                |                | 37             | 28             |
| Hong Kong    |                |                | 50             |                | 3              |                | 22             | 101            |                |
| Malaisie     | 106            | 1              | 134            | 4              | 4              | 21             | 2              | 10             | 12             |
| Singapour    |                | 39             | 48             | 1              | 11             |                | 16             | 70             | 0              |
| Japon        | 1              | 0              | 2              | 0              | 9              | -              | 45             | 6              | 5              |
| Corée du Sud | 4              | 3              | 11             | 5              | 11             | -              | 2              | 12             | 9              |

### Moyen-Orient
En 1973, un pic pétrolier dans la région du golfe Persique (Émirats arabes unis, Oman, Arabie saoudite, Qatar, Koweït et Bahreïn, pays composant le Conseil de coopération du Golfe), créa une demande sans précédent de main-d'œuvre dans les secteurs pétrolier, de la construction et de l'industrie. Le développement exigeait une nouvelle force de main-d’œuvre. Cette demande fut satisfaite par les travailleurs étrangers, principalement des États arabes, avec un transfert ultérieur vers ceux des pays d'Asie-Pacifique. L'élévation du niveau de vie des citoyens des pays du Moyen-Orient également créa une demande pour des travailleurs domestiques à domicile.
Depuis les années 1970, les travailleurs étrangers constituent un pourcentage important de la population de la plupart des pays de la région du golfe Persique. La concurrence croissante avec les nationaux dans le secteur de l'emploi, ainsi que les plaintes concernant le traitement des travailleurs étrangers, ont conduit à une montée des tensions entre les populations nationales et étrangères de ces pays.
Les envois de fonds deviennent une source importante de financement externe pour les pays qui fournissent des travailleurs étrangers aux pays du CCG. Les principaux bénéficiaires à l'échelle mondiale sont, en moyenne, l'Inde, les Philippines et le Bangladesh. En 2001, 72,3 milliards de dollars ont été restitués sous forme d'envois de fonds aux pays d'origine des travailleurs étrangers, ce qui équivaut à 1,3 % du PIB mondial. La source de revenus restent avantageuses car les envois de fonds sont souvent plus stables que les flux de capitaux privés. Malgré les fluctuations de l'économie des pays du CCG, le montant des envois de fonds est généralement stable.
La dépense des envois de fonds est vue de deux manières. Les envois de fonds sont principalement envoyés aux familles des travailleurs invités. Bien que souvent destinés à la consommation, les envois de fonds sont également orientés vers l'investissement. On considère que l'investissement conduit au renforcement des infrastructures et à la facilitation des voyages internationaux.
Parmi les bénéfices de cette augmentation des revenus, une amélioration nutritionnelle des ménages des travailleurs migrants est constatée. D'autres avantages sont la réduction du sous-emploi et du chômage.
Révélé dans des études détaillées sur les migrants pakistanais au Moyen-Orient au début des années 1980, le travailleur étranger moyen était âgé de 25 à 40 ans. Septante pour cent des migrants étaient mariés, tandis que quatre pour cent seulement étaient accompagnés de leur famille. Les deux tiers provenaient des zones rurales et 83 % étaient des ouvriers de production. À l'époque, 40 % des recettes en devises du Pakistan provenaient de ses travailleurs migrants.
Le travail domestique est la catégorie d'emploi la plus importante parmi les femmes migrantes vers les États arabes du golfe Persique, ainsi que vers le Liban et la Jordanie. L'augmentation du nombre de femmes arabes sur le marché du travail, et l'évolution des conceptions de responsabilité des femmes, ont entraîné un transfert des responsabilités ménagères vers des employés de maison. Les travailleurs domestiques effectuent un éventail de travaux à la maison: nettoyage, cuisine, garde d'enfants et soins aux personnes âgées. Le trait communs de ce travail consiste en une semaine de travail moyenne de 100 heures et une rémunération des heures supplémentaires pratiquement inexistante. La rémunération varie considérablement selon la nationalité, souvent en fonction des compétences linguistiques et du niveau d'éducation. Cela se vérifie pour les travailleurs domestiques philippins qui reçoivent une rémunération plus élevée que les ressortissants sri-lankais et éthiopiens.
L'Arabie saoudite est la plus grande source de transferts de fonds au monde. Les envois de fonds de l'Arabie saoudite, à l'instar d'autres pays du CCG, ont augmenté pendant les années de pic pétrolier des années 1970 et du début des années 80, mais ont diminué au milieu des années 80. Avec la chute des prix du pétrole, les déficits budgétaires se sont creusés et la plupart des gouvernements des pays du CCG ont imposé des limites à l'embauche des travailleurs étrangers.
Les faiblesses du secteur financier et de l'administration gouvernementale imposent des coûts de transaction substantiels aux travailleurs migrants qui les envoient. [Quoi ?]
Les coûts, bien que difficiles à estimer, comprennent les salaires et les dépenses accrues nécessaires pour développer les services d'éducation et de santé, le logement, les routes, les communications et d'autres infrastructures, pour répondre aux besoins de base des nouveaux arrivants. La main-d'œuvre étrangère représente une perte substantielle de revenus en devises fortes des États du CCG, les envois de fonds vers les pays d'origine des migrants au début des années 2000 s'élevant à 27 milliards de dollars par an, dont 16 milliards de dollars de l'Arabie saoudite uniquement. Il a été démontré que le pourcentage du PIB généré par la main-d’œuvre étrangère est à peu près égal à ce que l’État doit y consacrer.
Les principales préoccupations des pays développés concernant les centres d'immigration sont : 
(1) peur des demandeurs d'emploi locaux par rapport à la concurrence des travailleurs migrants;
(2) charge fiscale qui peut résulter sur les contribuables autochtones pour la fourniture des services de santé et sociaux aux migrants;
(3) craintes d'érosion de l'identité culturelle et problèmes d'assimilation des immigrés, et;
(4) sécurité nationale.
Dans les pays producteurs d'émigrants, les personnes ayant moins qu'un diplôme d'études secondaires continuent de représenter un fardeau fiscal pour la prochaine génération. Les travailleurs qualifiés paient cependant plus d'impôts que ce qu'ils reçoivent en dépenses sociales de l'État. L'émigration de travailleurs hautement qualifiés fut liée à des pénuries de compétences, à des réductions de la production et à des déficits fiscaux dans de nombreux pays en développement. Ces charges sont encore plus apparentes dans les pays où les travailleurs qualifiés ont émigré en grand nombre après avoir reçu une formation technique fortement subventionnée. La fuite des cerveaux fait référence à l'émigration (sortie) de professionnels bien formés, bien éduqués et qualifiés de leur pays d'origine vers un autre pays, généralement en raison de meilleures opportunités d'emploi dans le nouveau pays.
En 2007, 10 millions de travailleurs d'Asie du Sud-Est, d'Asie du Sud ou d'Afrique vivaient et travaillaient dans les pays de la région du golfe Persique. La xénophobie dans les pays d'accueil est souvent endémique, car le travail subalterne est souvent attribué uniquement aux travailleurs étrangers. Les travailleurs expatriés sont traités avec préjugés dans les pays d'accueil malgré les tentatives du gouvernement pour éradiquer les pratiques abusives et l'exploitation des travailleurs. Les émigrants se voient offrir des salaires et des conditions de vie inférieurs aux normes et sont contraints de faire des heures supplémentaires sans paiement supplémentaire. En ce qui concerne les blessures et les décès, les travailleurs ou les personnes à leur charge ne reçoivent aucune indemnité. La citoyenneté est rarement offerte et le travail peut souvent être acquis en dessous du salaire minimum légal. Les travailleurs étrangers n'ont souvent pas accès aux marchés du travail locaux. Souvent, ces travailleurs sont légalement attachés à un sponsor/employeur jusqu'à la fin de leur contrat de travail, après quoi un travailleur doit soit renouveler un permis, soit quitter le pays.
Le racisme est répandu envers les travailleurs migrants. Avec un nombre croissant de travailleurs non qualifiés d'Asie et d'Afrique, le marché des travailleurs étrangers est devenu de plus en plus racialisé et les emplois dangereux ou « sales » sont devenus associés aux travailleurs asiatiques et africains désignés par le terme « Abed », qui signifie peau foncée.
Les travailleurs étrangers migrent vers le Moyen-Orient en tant que travailleurs contractuels au moyen du Kafala ou système de « parrainage ». Le travail des migrants dure généralement deux ans. Les agences de recrutement des pays d'origine sont les principaux contributeurs de main-d'œuvre dans les pays du CCG. Par le biais de ces agences, les sponsors doivent payer des frais au recruteur et payer le billet d'avion aller-retour, les visas, les permis et les salaires du travailleur. Les recruteurs facturent des frais élevés aux employés potentiels pour obtenir des visas d'emploi, en moyenne entre 2 000 et 2 500 dollars dans des pays comme le Bangladesh et l'Inde. Les différends contractuels sont également courants. En Arabie saoudite, les travailleurs étrangers doivent avoir des contrats de travail rédigés en arabe et les faire signer à la fois par le parrain et eux-mêmes pour obtenir un permis de travail. Avec d'autres pays du CCG, comme le Koweït, les contrats peuvent être écrits ou oraux.
La dépendance vis-à-vis du parrain (kafeel) crée naturellement un espace pour des violations des droits des travailleurs étrangers. La dette oblige les travailleurs à travailler pendant un certain temps sans salaire pour couvrir ces frais. Cette servitude encourage la pratique de la migration internationale de main-d’œuvre, car les femmes en situation de pauvreté peuvent trouver un emploi à l’étranger et rembourser leurs dettes par le travail. Il est courant pour l'employeur ou le répondant de conserver le passeport et les autres papiers d'identité de l'employé comme forme d'assurance pour le montant qu'un employeur a payé pour le permis de travail et le billet d'avion du travailleur. Les Kafeels vendent des visas au travailleur étranger avec l'arrangement non écrit que l'étranger puisse travailler pour un employeur autre que le sponsor .
Lorsqu'une période de travail de deux ans est terminée ou en cas de perte d'emploi, les travailleurs doivent trouver un autre employeur disposé à les parrainer ou retourner dans leur pays d'origine dans un court laps de temps. Ne pas le faire entraîne une peine d'emprisonnement pour violation des lois sur l'immigration. Les protections sont presque inexistantes pour les travailleurs migrants.
La population des États actuels du CCG a augmenté de plus de huit fois en 50 ans. Les travailleurs étrangers sont devenus la principale force de travail dominante dans la plupart des secteurs de l'économie et de la bureaucratie gouvernementale. Face à la montée du chômage, les gouvernements du CCG se sont lancés dans la formulation de stratégies du marché du travail pour améliorer cette situation, créer des opportunités d'emploi suffisantes pour les nationaux et limiter la dépendance à l'égard de la main-d'œuvre expatriée. Des restrictions ont été imposées: le système de parrainage, le système de rotation de la main-d'œuvre expatriée pour limiter la durée du séjour des étrangers, des restrictions à la naturalisation et aux droits de ceux qui ont été naturalisés, etc. Cela a également conduit à des efforts pour améliorer l'éducation et la formation des nationaux. La localisation reste cependant faible dans le secteur privé. Cela est dû aux revenus traditionnellement bas offerts par le secteur. Sont également inclus les longues heures de travail, un environnement de travail compétitif et la nécessité de reconnaître un superviseur expatrié, souvent difficile à accepter.
En 2005, des travailleurs asiatiques mal payés ont organisé des manifestations, dont certaines violentes, au Koweït, à Bahreïn et au Qatar pour ne pas avoir reçu de salaire à temps. En mars 2006, des centaines de travailleurs de la construction, pour la plupart sud-asiatiques, ont arrêté de travailler et se sont déchaînés à Dubaï, aux Émirats arabes unis, pour protester contre leurs conditions de travail difficiles, leurs salaires bas ou différés et leur absence générale de droits. Le harcèlement sexuel des femmes de ménage philippines par les employeurs locaux, en particulier en Arabie saoudite, est devenu un problème grave. Ces dernières années, cela a abouti à l'interdiction de la migration des femmes de moins de 21 ans. Des pays comme l'Indonésie ont noté les mauvais traitements infligés aux femmes dans les États du CCG, le gouvernement appelant à mettre fin complètement à l'envoi de femmes de ménage. Dans les pays du CCG, une des principales préoccupations des travailleurs domestiques étrangers est la garde des enfants sans l'accent souhaité sur les valeurs islamiques et arabes.
Les évolutions possibles à l'avenir comprennent un ralentissement de la croissance de la main-d'œuvre étrangère. Un des facteurs contribuant à cela est un changement radical des tendances démographiques. Le taux de natalité croissant des nationaux dans les États du CCG conduira à l'avenir à une main-d'œuvre plus compétitive. Cela pourrait également conduire à une augmentation du nombre de femmes nationales sur le marché du travail.

### Union européenne
En 2016, environ 7,14 % (15 885 300 personnes) de l'emploi total dans l'UE n'étaient pas des citoyens, 3,61% (8 143 800) provenaient d'un autre État membre de l'UE, 3,53 % (7 741 500) provenaient d'un pays tiers. La Suisse 0,53 %, la France 0,65 %, l'Espagne 0,88 %, l'Italie 1,08 %, le Royaume-Uni 1,46 %, l'Allemagne 1,81 % (jusqu'en 1990 ancien territoire de la RFA) étaient des pays où plus de 0,5 % des salariés n'étaient pas citoyens. Le Royaume-Uni 0,91 %, Allemagne 0,94 % (jusqu'en 1990 ancien territoire de la RFA) sont des pays où plus de 0,9 % des salariés étaient originaires de pays tiers. les pays comptant plus de 0,5 % d'employés étaient originaires d'un autre pays de l'UE étaient l'Espagne 0,54 %, le Royaume-Uni 0,55 %, l'Italie 0,72 %, l'Allemagne (jusqu'en 1990, ancien territoire de la RFA) 0,87 %,.